# Pseudoxestia apfelbecki
Pseudoxestia apfelbecki là một loài bướm đêm trong họ Noctuidae.